# Liste der Biografien/Karr
Liste der Biografien |
Portal Biografien |
Personensuche
# |
A |
B |
C |
D |
E |
F |
G |
H |
I |
J |
K |
L |
M |
N |
O |
P |
Q |
R |
S |
T |
U |
V |
W |
X |
Y |
Z |
?
 
Ka |
Kb |
Kc |
Kd |
Ke |
Kf |
Kg |
Kh |
Ki |
Kj |
Kl |
Km |
Kn |
Ko |
Kp |
Kr |
Ks |
Kt |
Ku |
Kv |
Kw |
Ky |
Kx |
Kz
 
Kaa–Kag |
Kah |
Kai |
Kaj |
Kak |
Kal |
Kam |
Kan |
Kao |
Kap |
Kar |
Kas |
Kat |
Kau |
Kav |
Kaw |
Kay |
Kaz
 
Kara |
Karb |
Karc |
Kard |
Kare |
Karf |
Karg |
Karh |
Kari |
Karj |
Kark |
Karl |
Karm |
Karn |
Karo |
Karp |
Karr |
Kars |
Kart |
Karu |
Karv |
Karw |
Kary |
Karz
Die Liste der Biografien führt alle Personen auf, die in der deutschsprachigen Wikipedia einen Artikel haben. Dieses ist eine Teilliste mit 80 Einträgen von Personen, deren Namen mit den Buchstaben „Karr“ beginnt.

## Karr
- Karr, Alphonse (1808–1890), französischer Journalist, Schriftsteller und Satiriker
- Karr, Carme (1865–1943), spanische Feministin, Journalistin, Autorin, Musikologin und Komponistin
- Karr, Gary (1941–2025), kanadischer KontrabassistGary Karr (1941–2025)

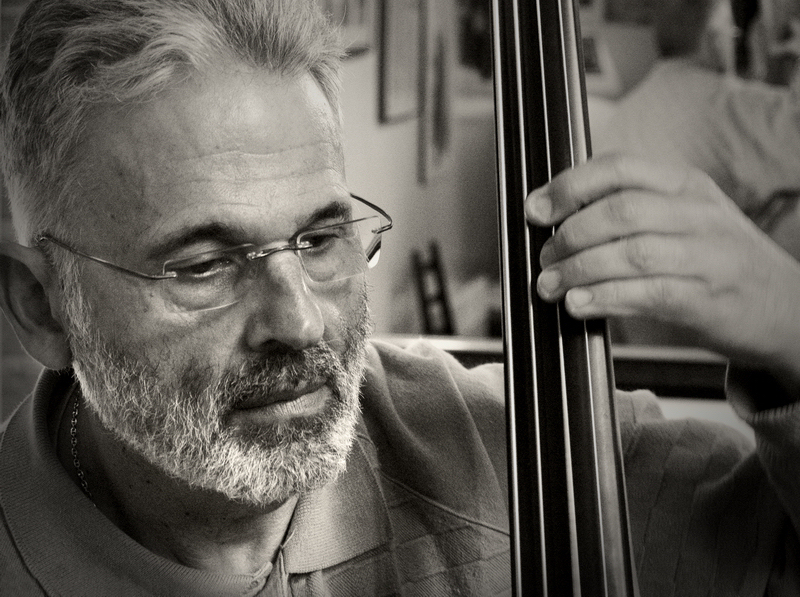
Gary Karr (1941–2025)

- Karr, Ina (* 1968), deutsche Opernintendantin
- Karr, James (* 1948), US-amerikanischer Biologe und Professor für Ökologie
- Karr, Julian, deutscher Koch
- Karr, Mabel (1934–2001), argentinische Schauspielerin
- Karr, Marcia (* 1963), US-amerikanische Schauspielerin
- Karr, Mariana (1949–2016), argentinische und mexikanische Filmschauspielerin, Telenovela-Darstellerin und Filmregisseurin
- Karr, Mary (* 1955), US-amerikanische Schriftstellerin und Dichterin
- Karr, Michael (1953–2024), deutscher Journalist und Fernsehmoderator
- Karr, Sarah Rose (* 1984), US-amerikanische Schauspielerin

### Karra
- Karrais, Daniel (* 1990), deutscher Politiker (FDP-DVP), MdL
- Karram, Margaret (* 1962), israelische Judaistin, Präsidentin der Fokolar-Bewegung
- Karrani, Taj Khan († 1566), afghanischer Herrscher in Bengalen
- Karras, Alex (1935–2012), US-amerikanischer American-Football-Spieler und Schauspieler
- Karras, Hans-Dieter (* 1959), deutscher Kirchenmusiker und Organist
- Karras, Ruth Mazo (* 1957), US-amerikanische Historikerin und Mittelalterforscherin
- Karras, Ted III (* 1993), US-amerikanischer American-Football-Spieler
- Karras, Vasilis (1953–2023), griechischer VolkssängerVasilis Karras (1953–2023)

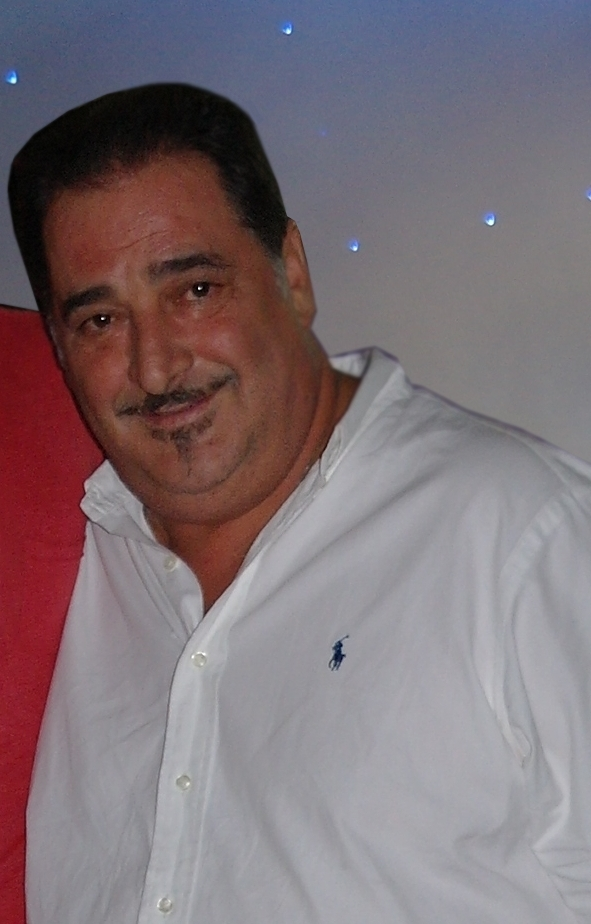
Vasilis Karras (1953–2023)

- Karrasch, Alfred (1889–1968), deutscher SS-Brigadeführer und Generalmajor der Polizei
- Karrasch, Alfred (1893–1973), deutscher Schriftsteller, Dichter und Redakteur
- Karrasch, Christoph (* 1982), deutscher Physiker
- Karrasch, Christoph (* 1984), deutscher Reisejournalist, Fernsehreporter und Autor
- Karrasch, Rudolf (1916–2012), deutscher Lehrer
- Karraß, Jens (* 1968), deutscher Läufer und Autor
- Karrasz, Karl Rudolf (1846–1912), rumäniendeutscher Komponist, Pianist und Musikpädagoge
- Karray, Mouna (* 1970), tunesische Fotografin

### Karre
- Kärre, Klas (* 1954), schwedischer Immunologe
- Karregat, Dominique (* 1995), niederländische Tennisspielerin
- Karrell, Matia, US-amerikanische Filmregisseurin, Filmproduzentin und Filmschaffende
- Karremann, Manfred (* 1961), deutscher Autor und Journalist
- Karremans, Thomas (* 1948), niederländischer OffizierThomas Karremans (* 1948)

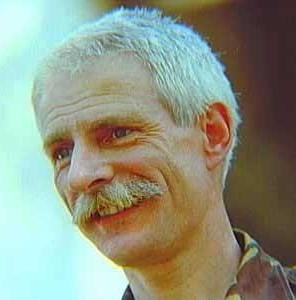
Thomas Karremans (* 1948)

- Karren, Martin (* 1962), deutscher Politiker (CDU), MdL
- Karrenbauer, Bernd (* 1944), deutscher Eishockeyspieler
- Karrenbauer, Katy (* 1962), deutsche Schauspielerin und Sängerin
- Karrenberg, Daniel (* 1959), deutscher Informatiker und Internet-Pionier
- Karrenberg, Friedrich (1904–1966), deutscher evangelisch-reformierter Sozialethiker
- Karrenberg, Herbert (1909–1983), deutscher Geologe
- Karrenberg, Herbert (1913–1982), deutscher Unternehmer, Oberbürgermeister der Stadt Neuss am Rhein
- Karrenbrock, Hans-Jörg (* 1961), deutscher Synchronsprecher, Off-Sprecher, Moderator sowie Hörbuch- und Hörspielsprecher
- Karrenbrock, Reinhard (* 1955), deutscher Kunsthistoriker
- Karrenfurer, Alexius († 1523), Benediktiner-Abt
- Karrer, Agathe (1902–1988), deutsche Leichtathletin
- Karrer, Andrea (* 1963), österreichische Köchin und Kochbuchautorin
- Karrer, Armin (* 1968), österreichischer Koch
- Karrer, Chris (1947–2024), deutscher Multiinstrumentalist und Komponist
- Karrer, Cristina (* 1961), Schweizer Fernsehjournalistin, Filmemacherin und Autorin
- Karrer, Felix (1825–1903), österreichischer Geologe und Petrograph
- Karrer, Friedrich (1919–1996), österreichischer Politiker (SPÖ), Mitglied des Bundesrates
- Karrer, Guillaume (* 1981), französischer Eishockeyspieler
- Karrer, Hanna (* 2008), österreichische Snowboarderin
- Karrer, Hans (1921–1997), österreichischer Werksarbeiter, Arbeiterbetriebsrat und Politiker, Bürgermeister von Kindberg, Landtagsabgeordneter der Steiermark, Fußballspieler und Stocksportler
- Karrer, Heiko (* 1971), deutscher Handballspieler und Handballtrainer
- Karrer, Heinz (* 1959), Schweizer Manager und Handballspieler
- Karrer, Josef (* 1939), deutscher Handballspieler
- Karrer, Julius (* 2000), deutscher Eishockeyspieler
- Karrer, Karl (1815–1886), Schweizer Politiker
- Karrer, Leo (1937–2021), Schweizer römisch-katholischer Theologe
- Karrer, Ludwig (1830–1893), Schweizer Politiker
- Karrer, Martin (* 1954), deutscher evangelischer Theologe
- Karrer, Matthäus (* 1968), deutscher Geistlicher, Weihbischof in Rottenburg-StuttgartMatthäus Karrer (* 1968)

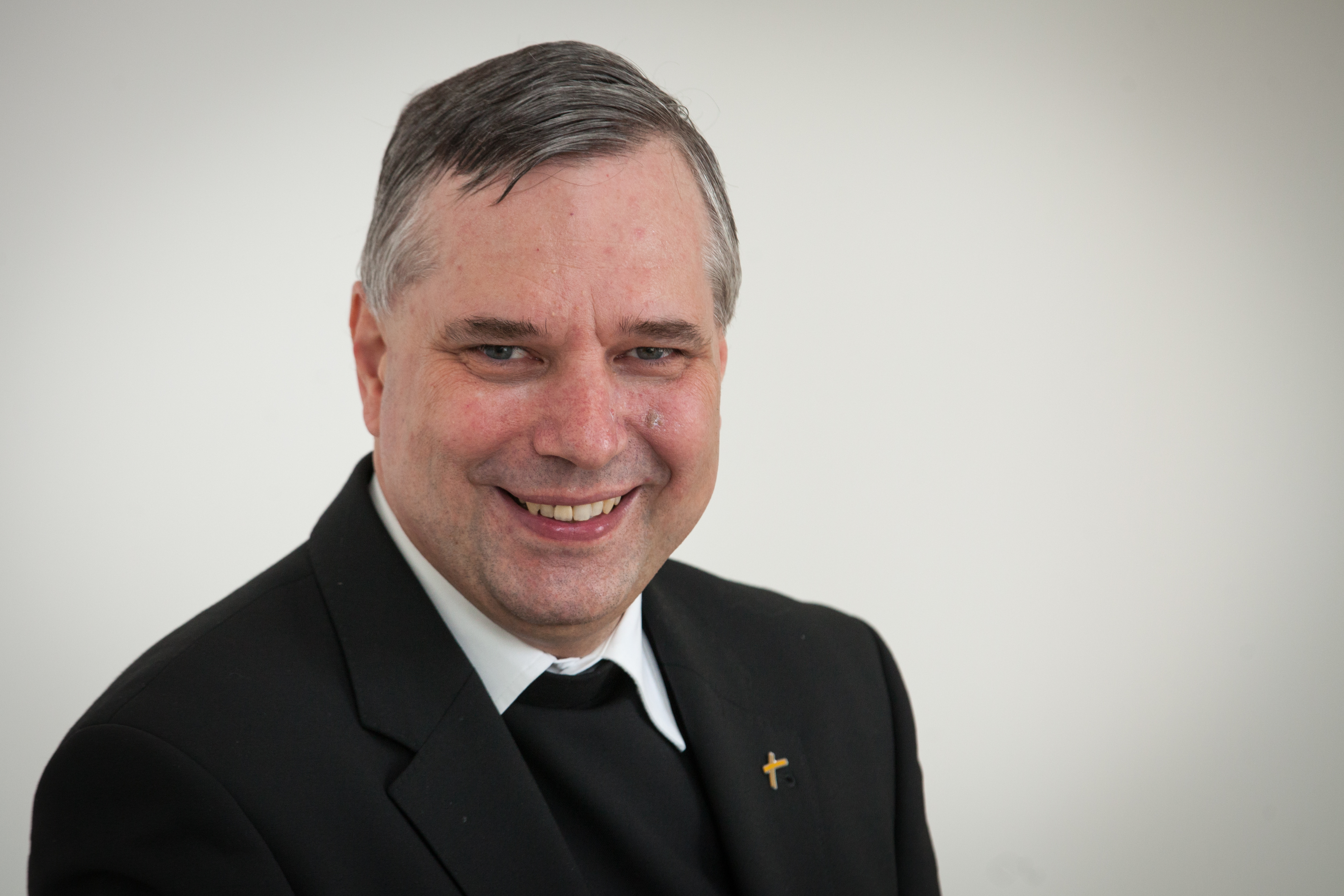
Matthäus Karrer (* 1968)

- Karrer, Michael (* 1976), österreichischer Museumsdirektor, Kulturmanager, Kurator und Herausgeber
- Karrer, Otto (1888–1976), deutscher katholischer Theologe
- Karrer, Paul (1889–1971), schweizerischer Chemiker und Nobelpreisträger für Chemie
- Karrer, Philipp Jakob (1762–1836), deutscher Aufklärer als Pädagoge und reformierter Pfarrer
- Karrer, Roger (* 1997), Schweizer Eishockeyspieler
- Karrer, Siegfried (1941–2021), österreichischer Galerist und Verleger
- Karrer, Walter (1891–1961), Schweizer Chemiker
- Karrer, Wolfgang (* 1941), deutscher Amerikanist
- Karrer-Kharberg, Rolf (1938–2023), deutscher Autor, Regisseur, Fotograf, Dialogbuchautor und -regisseur
- Karres, Sylvia (* 1976), niederländische Feldhockeyspielerin

### Karri
- Karrikaburu, Jon (* 2002), spanischer Fußballspieler
- Karrillon, Adam (1853–1938), deutscher Arzt und Schriftsteller

### Karro
- Karroubi, Fatemeh (* 1949), iranische Politikerin und Aktivistin
- Karroubi, Mehdi (* 1937), iranischer Politiker
- Karrouch, Kaddour El (* 1952), deutsch-marokkanischer islamischer Theologe

### Karry
- Karry, Heinz-Herbert (1920–1981), deutscher Politiker (FDP), MdL, hessischer Wirtschaftsminister und stellvertretender MinisterpräsidentHeinz-Herbert Karry (1920–1981)

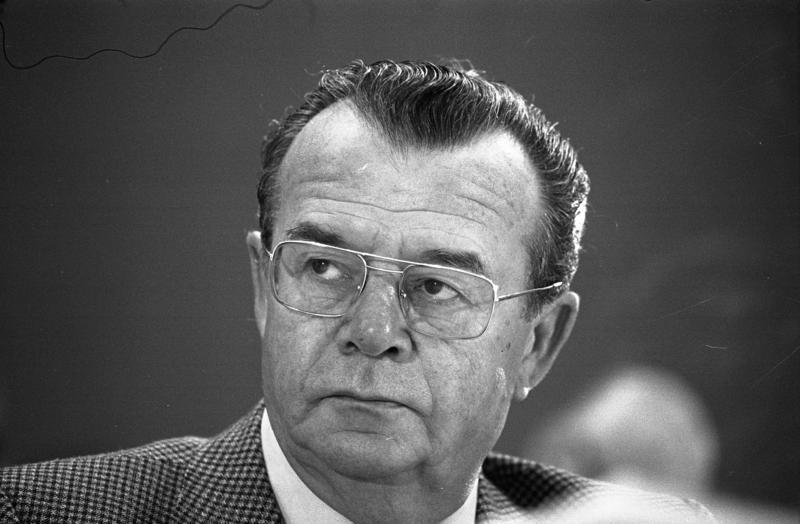
Heinz-Herbert Karry (1920–1981)

- Karryjew, Sarry (1906–1986), sowjetischer Film-Schauspieler
- Karrys, George (* 1967), kanadischer Curler